# 1993 BR3
1993 BR3 är en asteroid i huvudbältet som upptäcktes den 21 januari 1993 av den japanska astronomen Takeshi Urata vid Nihondaira-observatoriet.
Asteroiden har en diameter på ungefär 5 kilometer.